# کاج مشهد
کاج مشهد (نام علمی: Pinus mugo) نام یک گونه از سرده کاج است.

## نگارخانه

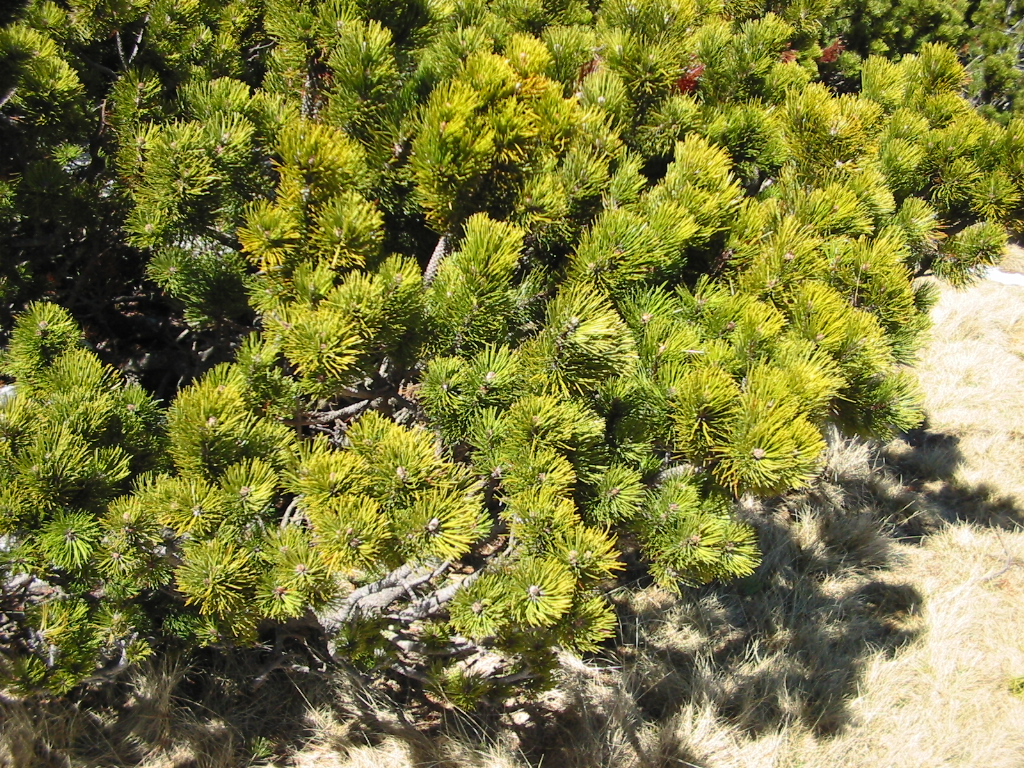
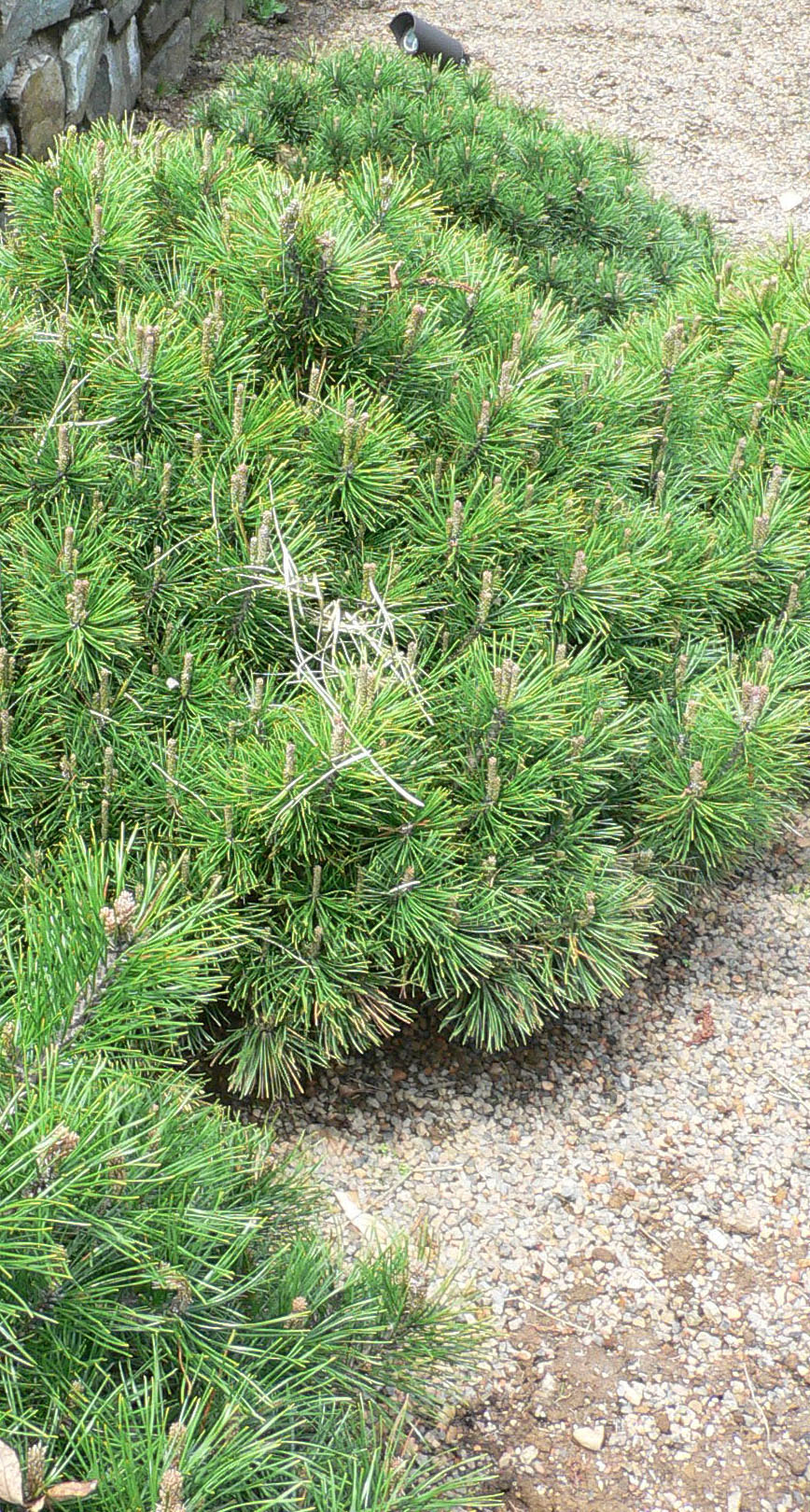
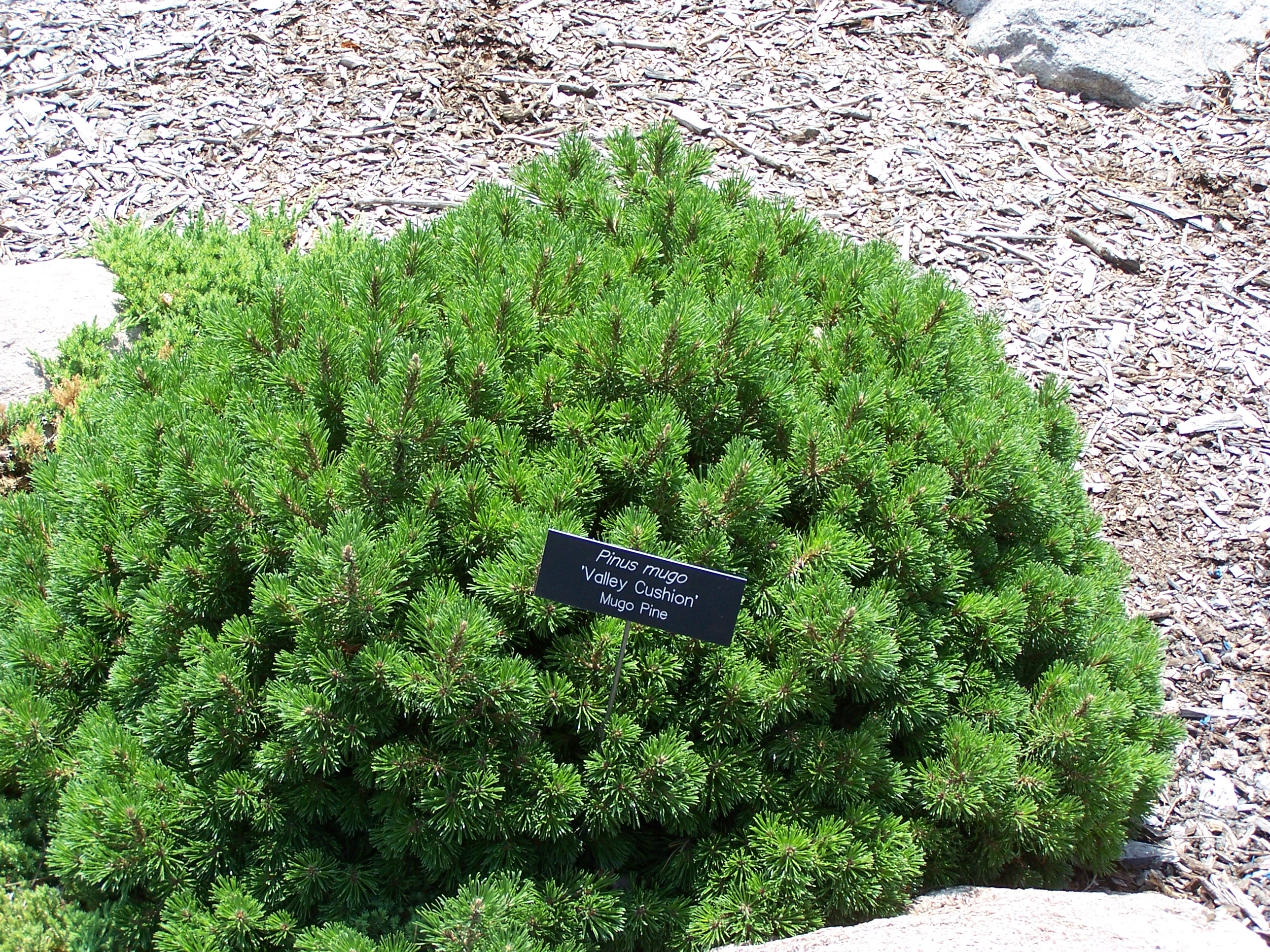
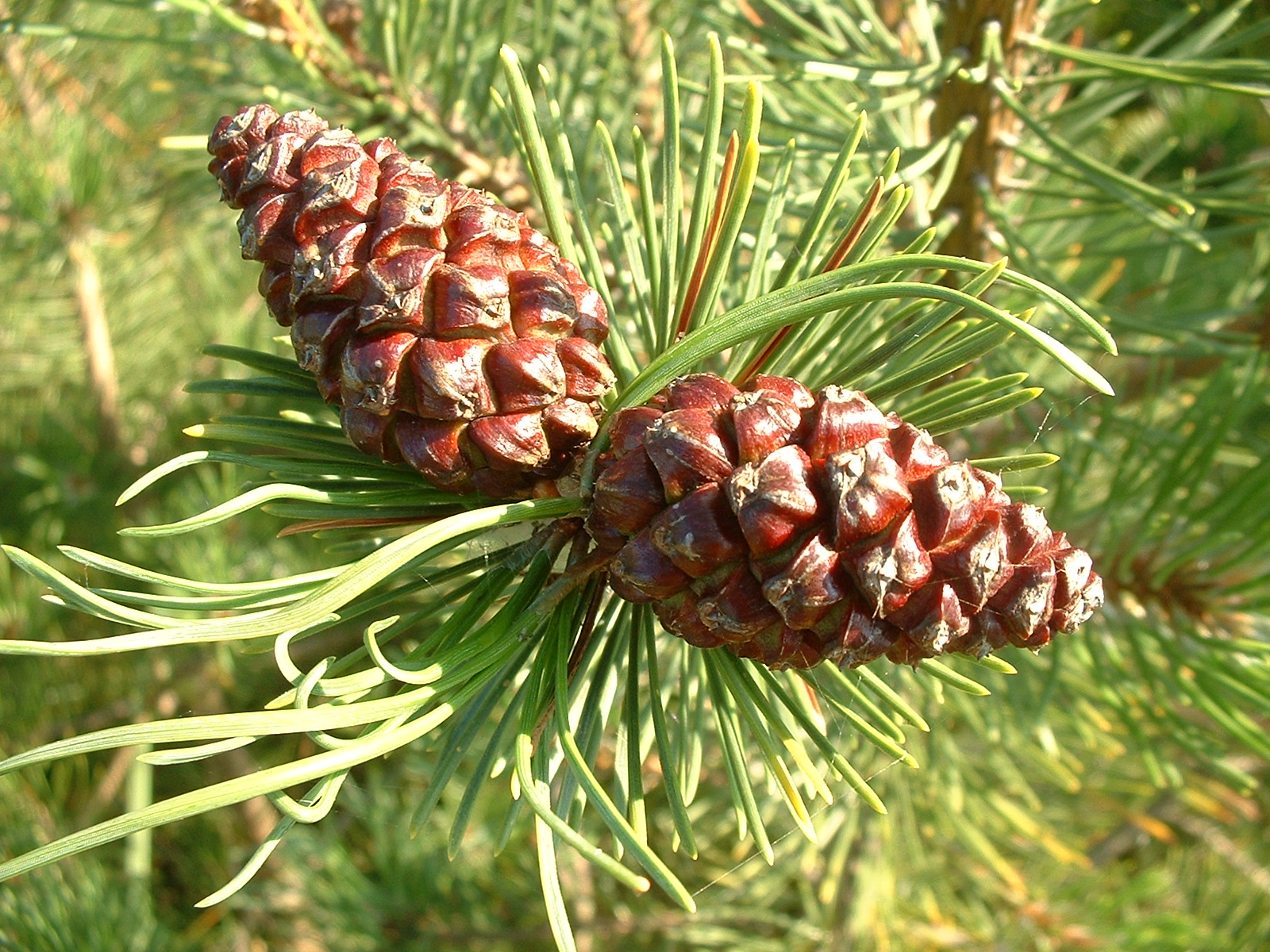